# Transbordador espacial Discovery

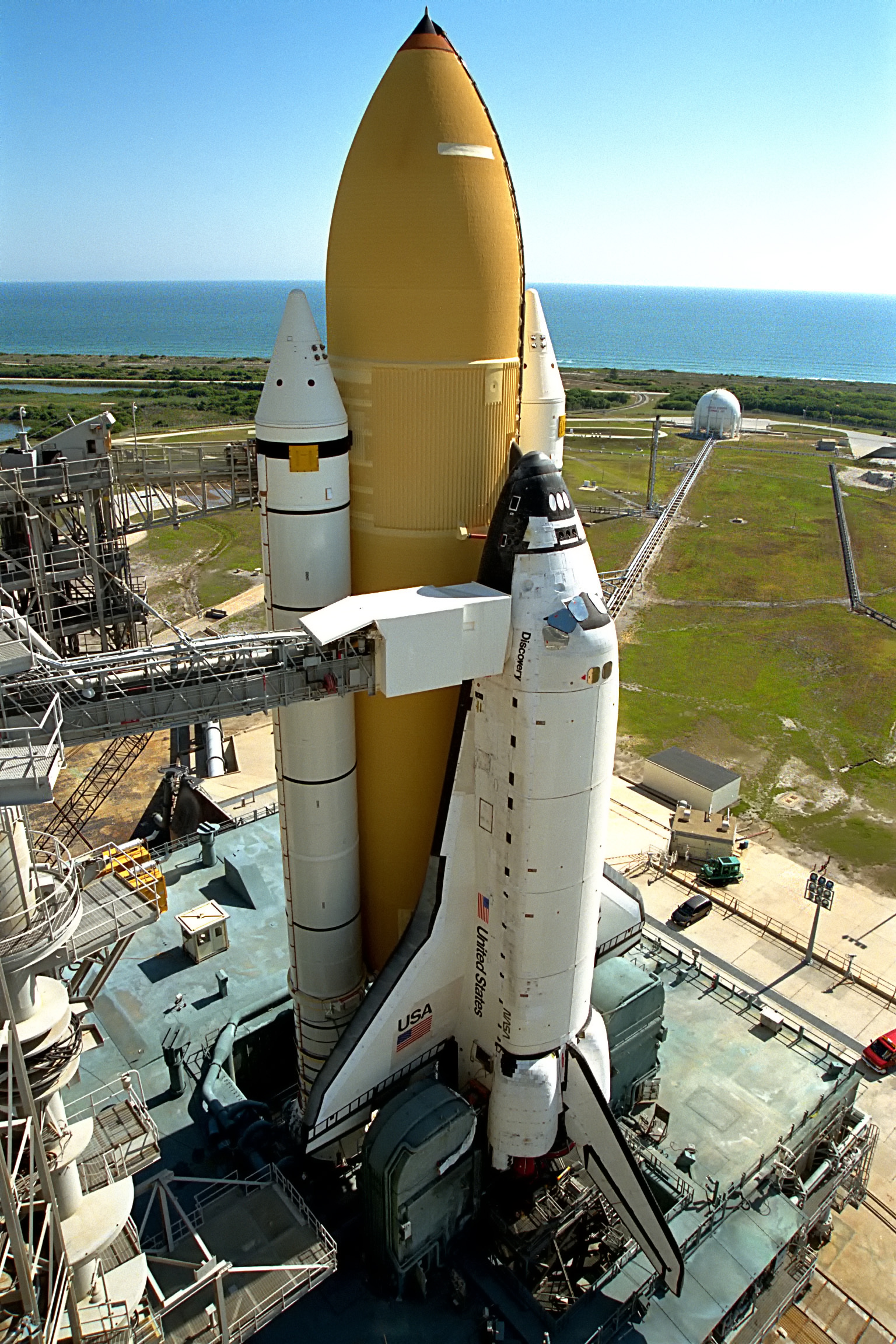
El Discovery sobre una plataforma de llançament mòbil (1989)

El transbordador espacial Discovery (Designació de la NASA: OV-103) és un transbordador espacial de la NASA.
El seu primer vol va ser el 30 d'agost de 1984. El Discovery fou la tercera llançadora operacional (exceptuant el transbordador espacial Enterprise, no apte per a vols orbitals). Va estar en funcionament fins al 2011, i ha realitzat tants vols d'investigació com missions d'assemblatge a l'Estació Espacial Internacional. Després de la retirada va quedar en exhibició a l'Udvar-Hazy Center.
El nom de la nau prové del vaixell d'exploració HMS Discovery, que va acompanyar a l'HMS Resolution de James Cook en el seu tercer i últim viatge. Altres embarcacions comparteixen el mateix nom, com la Discovery de Henry Hudson que entre 1610 i 1611 va buscar el Pas del Nord-oest; i el RRS Discovery de  Scott i Shackleton que es va utilitzar en els seus viatges a l'Antàrtida de 1901-1904. A més, el transbordador comparteix nom amb la nau de ficció Discovery One de la pel·lícula 2001:A Space Odyssey.
El Discovery va ser el transbordador encarregat de llançar el telescopi espacial Hubble. La segona i tercera missió de serveis a l'Hubble també van ser realitzades pel Discovery. També va posar en òrbita la sonda Ulysses i tres satèl·lits TDRS. El Discovery ha estat escollit en dues ocasions com l'orbitador per tornar a l'espai, la primera a 1988 com retorn després de l'accident del transbordador Challenger a 1986 i, posteriorment, en un retorn doble a juliol de 2005 i juliol de 2006 després de l'accident del transbordador Columbia de 2003. El transbordador també ha transportat a l'astronauta John Glenn, del Projecte Mercury, que en aquest moment tenia 77 anys, convertint-se en la persona de major edat en l'espai.

## Fi de la carrera espacial
L'últim vol del transbordador espacial Discovery va ser la missió STS-133, del 24 de febrer de 2011. Va aterrar al migdia a Florida després d'una missió de 13 dies. Fou retirat del servei el 9 de març de 2011 i a partir del 2012 és exhibida en el museu Steven F. Udvar-Hazy Center a Virginia, Estats Units. El Discovery va ser transportat cap a l'Aeroport Internacional de Washington-Dulles el 17 d'abril de 2012, i allí fou transferit al centre Udvar-Hazy el dia 19 d'abril on se'l va rebre amb una cerimònia de benvinguda. Després, cap a les 5 de la tarda, el Discovery va encaminar-se cap al seu destí final al Udvar Hazy Center.

## Vols
En els 27 anys de servei, el transbordador espacial Discovery va fer 238 milions de quilòmetres en 39 missions, va completar 5.830 òrbites i va passar 365 dies en òrbita. Va fer més vols que qualsevol altre transbordador espacial.
| Llista de missions del transbordador espacial Discovery |            |          |          | |                                         |
| #                                                       | Data       | Insignia | Missió   | Notes | Durada                                  |
| ------------------------------------------------------- | ---------- | -------- | -------- | --- | --------------------------------------- |
| 1                                                       | 30-08-1984 |          | STS-41-D | Primera missió del transbordador Discovery. Judith Resnik esdevé la segona dona estatunidenca a l'espai. Es posen en òrbita tres satèl·lits de comunicacions. | 6 dies, 56 minuts, 04 segons            |
| 2                                                       | 08-11-1984 |          | STS-51-A | Va llançar dos satèl·lits i en va recuperar dos més. | 7 dies, 23 hores, 44 minuts, 56 segons  |
| 3                                                       | 24-01-1985 |          | STS-51-C | Va llançar dos satèl·lits Magnum de la DOD. | 3 dies, 01 hores, 33 minuts, 23 segons- |
| 4                                                       | 12-04-1985 |          | STS-51-D | Va llançar dos satèl·lits de comunicacions. Va portar a l'espai el primer membre del Congrés dels Estats Units, el senador Jake Garn. | 6 dies, 23 hores, 55 minuts, 23 segons  |
| 5                                                       | 17-06-1985 |          | STS-51-G | Es llancen dos satèl·lits de comunicacions. El sultà Salman al-Saud es converteix en el primer saudita a l'espai. | 7 dies, 01 hores, 38 minuts, 52 segons  |
| 6                                                       | 27-08-1985 |          | STS-51-I | Es llancen dos satèl·lits, es recupera, repara i es torna a desplegar un més. | 7 dies, 02 hores, 17 minuts, 42 segons  |
| 7                                                       | 29-09-1988 |          | STS-26   | Torna a volar deprés de l'accident del transbordador espacial Challenger | 4 dies, 01 hores, 00 minuts, 11 segons  |
| 8                                                       | 13-03-1989 |          | STS-29   | Es llança el tercer satèl·lit TDRS. | 4 dies, 23 hores, 38 minuts, 52 segons  |
| 9                                                       | 22-11-1989 |          | STS-33   | Es llança un satèl·lit DOD Magnum. | 5 dies, 00 hores, 06 minuts, 49 segons  |
| 10                                                      | 24-04-1990 |          | STS-31   | Llança el Telescopi espacial Hubble (HST). | 5 dies, 01 hores, 16 minuts, 06 segons  |
| 11                                                      | 06-10-1990 |          | STS-41   | Llança la sonda espacial Ulysses. | 4 dies, 02 hores, 10 minuts, 04 segons  |
| 12                                                      | 28-04-1991 |          | STS-39   | Llançament del satèl·lit Air Force Program-675 (AFP-675) del DOD | 8 dies, 07 hores, 22 minuts, 23 segons  |
| 13                                                      | 12-09-1991 |          | STS-48   | Llança l'Upper Atmosphere Research Satellite (UARS). | 5 dies, 08 hores, 27 minuts, 38 segons  |
| 14                                                      | 22-01-1992 |          | STS-42   | Porta l'International Microgravity Laboratory-1 (IML-1). | 8 dies, 01 hores, 14 minuts, 44 segons  |
| 15                                                      | 02-12-1992 |          | STS-53   | Porta càrrega del Departament de Defensa. | 7 dies, 07 hores, 19 minuts, 47 segons  |
| 16                                                      | 08-04-1993 |          | STS-56   | Porta l'Atmospheric Laboratory (ATLAS-2). | 9 dies, 06 hores, 08 minuts, 24 segons  |
| 17                                                      | 12-09-1993 |          | STS-51   | Desplega l'Advanced Communications Technology Satellite (ACTS). | 9 dies, 20 hores, 11 minuts, 11 segons  |
| 18                                                      | 03-02-1994 |          | STS-60   | Primera missió del programa Transbordador–Mir; Porta la plataforma experimental Wake Shield Facility (WSF). Primer rus llançat en una nau estatunidenca (Sergei Krikalev). | 8 dies, 07 hores, 09 minuts, 22 segons  |
| 19                                                      | 09-09-1994 |          | STS-64   | Porta el LIDAR In-Space Technology Experiment (LITE). | 10 dies, 22 hores, 49 minuts, 57 segons |
| 20                                                      | 03-02-1995 |          | STS-63   | Trobada amb l'estació espacial Mir. Primera dona pilot d'un transbordador: Eileen Collins. | 8 dies, 06 hores, 29 minuts, 36 segons  |
| 21                                                      | 13-07-1995 |          | STS-70   | 7è Tracking and Data Relay Satellite (TDRS). | 8 dies, 22 hores, 20 minuts, 05 segons  |
| 22                                                      | 11-02-1997 |          | STS-82   | Manteniment del telescopi espacial Hubble (HST). | 9 dies, 23 hores, 38 minuts, 09 segons  |
| 23                                                      | 07-08-1997 |          | STS-85   | Càrrega principal: Cryogenic Infrared Spectrometers and Telescopes (CRISTA). | 11 dies, 20 hores, 28 minuts, 07 segons |
| 24                                                      | 02-06-1998 |          | STS-91   | Última missió del programa Transbordador–Mir. | 9 dies, 19 hores, 55 minuts, 01 segons  |
| 25                                                      | 29-10-1998 |          | STS-95   | segon vol de John Glenn, que aleshores tenia 77 anys, l’home de més edat i tercer membre del Congrés en viatjar a l'espai. Pedro Duque esdevé el primer espanyol a l'espai. | 8 dies, 21 hores, 44 minuts, 56 segons  |
| 26                                                      | 27-05-1999 |          | STS-96   | Primera missió del transbordador espacial en acoblar-se amb l'Estació Espacial Internacional. | 9 dies, 19 hores, 13 minuts, 57 segons  |
| 27                                                      | 19-12-1999 |          | STS-103  | Manteniment del telescopi espacial Hubble (HST). | 7 dies, 23 hores, 11 minuts, 34 segons  |
| 28                                                      | 11-10-2000 |          | STS-92   | Missió de muntatge de l'estació espacial internacional (transportava l'Integrated Truss Structure (ITS). Missió número 100 dels transbordadors espacials. | 12 dies, 21 hores, 43 minuts, 47 segons |
| 29                                                      | 08-03-2001 |          | STS-102  | Rotació de tripulació a l'EEI (Expedició 1 Expedició 2). | 12 dies, 19 hores, 51 minuts, 57 segons |
| 30                                                      | 10-08-2001 |          | STS-105  | Rotació de tripulació a l'EEI (Expedició 2 Expedició 3). Subministrament utilitzant el mòdul logístic multipropòsit Leonardo. | 11 dies 21 hores, 13 minuts, 52 segons  |
| 31                                                      | 26-07-2005 |          | STS-114  | Primer vol des de l'accident del transbordador espacial Columbia. Entrega de subministraments a l’Estació Espacial Internacional (EEI), proves i avaluació de nous procediments de seguretat, mòdul logístic multipropòsit Raffaello.                                                                               | 13 dies, 21 hores, 33 minuts, 00 segons |
| 32                                                      | 04-07-2006 |          | STS-121  | Entrega de subministraments a l’Estació Espacial Internacional (EEI), proves i avaluació de nous procediments de seguretat | 12 dies, 18 hores, 37 minuts, 54 segons |
| 33                                                      | 09-12-2006 |          | STS-116  | Rotació de tripulació de l'EEI. Transporta i munta el segment P%. Darrer vol llançat des de la plataforma 39-B. Primer llançament nocturn des del desastre del transbordador espacial Columbia. | 12 dies, 20 hores, 44 minuts, 16 segons |
| 34                                                      | 23-10-2007 |          | STS-120  | Rotació de tripulació i muntatge de l'EEI, aquesta missió transporta el mòdul Harmony. | 15 dies, 02 hores, 23 minuts, 55 segons |
| 35                                                      | 31-05-2008 |          | STS-124  | Rotació de tripulació i muntatge de l'EEI, transporta i munta el mòdul Kibo (Japanese Experiment Module) | 13 dies, 18 hores, 13 minuts, 07 segons |
| 36                                                      | 15-03-2009 |          | STS-119  | Rotació de tripulació i muntatge de panells solars i bateries. També es substitueix una unitat avariada per un sistema que converteix l'orina en aigua potable. | 12 dies, 19 hores, 29 minuts, 33 segons |
| 37                                                      | 28-08-2009 |          | STS-128  | Rotació de tripulació. Porta el mòdul logístic multipropòsit Leonardo. | 13 dies, 20 hores, 54 minuts, 40 segons |
| 38                                                      | 05-04-2010 |          | STS-131  | Missió de subministrament a l'EEI utilitzant el mòdul logístic multipropòsit Leonardo. Aquesta missió també va ser el primer cop que coincidien quatre dones a l'espai i la primera vegada que dos astronautes japonesos estaven junts en una estació espacial. Aquesta fou la missió més llarga del transbordador. | 15 dies, 2 hores, 47 minuts 11 segons‡  |
| 39                                                      | 24-02-2011 |          | STS-133  | La missió portava el mòdul logístic multipropòsit Leonardo, la plataforma ExPRESS Logistics Carrier-2 i el Robonaut 2. Últim vol del transbordador Discovery. | 12 dies, 19 hores, 4 minuts, 50 segons  |